# Centaurium turcicum
Centaurium turcicum là một loài thực vật có hoa trong họ Long đởm. Loài này được Ronn. mô tả khoa học đầu tiên.